# Jože Lampret
Jože Lampret, slovenski duhovnik in udeleženec NOB, * 19. januar 1903, Šoštanj, † 23. maj 1969, Ljubljana.

## Življenje
Jože Lampret se je rodil 19. januarja 1903 v Šoštanju, v tedanji deželi Štajerski v Avstro-Ogrski monarhiji. Osnovno šolo je obiskoval v Šoštanju, temu je sledilo obiskovanje gimnazije v Celju, nato se je pa vpisal na Teološko fakulteto v Mariboru in jo obiskoval v letih 1927-1931. Še preden je vstopil v bogoslovno semenišče, je bil član Komunistične partije, zato so ga drugi duhovniki sumili, da "ni bil nikoli res duhovnik" in da so ga komunisti poslali v duhovniške vrste kot agenta "pete kolone v katoliški Cerkvi".
Že v času študija se je politično angažiral, v mariborskem bogoslovju je bil voditelj marksističnega krožka, a je kljub temu ob koncu študija deloval kot duhovnik po raznih župnijah lavantinske škofije (Svete Trojice v Halozah, Žetale, Ribnica na Pohorju, Šmiklavž pri Slovenj Gradcu, Sveti Jurij v Slovenskih goricah , kjer je med drugim tudi bil eden izmed organizatorjev viničarjev in delavcev v raznih strokovnih in prosvetnih društvih. V prostem času se je ukvarjal z raziskovanjem izkoriščanja proletariata in svoja spoznanja objavljal v raznih časopisih. Postopoma se je njegovo politično udejstvovanje povečevalo in doseglo vrhunec leta 1939, ko je podpisal razglas Zveze delovnega ljudstva Slovenije, zaradi česar je bil tudi zaprt, kasneje (januarja 1940) pa izgnan iz vseh srezov Dravske banovine in je bil prisiljen zbežati v Savsko.  
Začetek napada sil osi na Jugoslavijo je doživel v Liki, kjer je doživel nasilja ustaštva in se je zato povezal s partizanskim gibanjem. Leta 1943 se je s partizansko delegacijo vrnil v Slovenijo. kjer se je pod prisego »V imenu Boga in slovenskega naroda!« uradno pridružil slovenski veji partizanskega gibanja. Postal je eden izmed članov SNOS (Slovenski narodnoosvobodilni svet) in bil naposled imenovan za verskega referenta XIV. Divizije. V XIV. diviziji se je pridružil kulturniški skupini (med drugimi je bil najvidnejši član te skupine njegov someščan Karel Destovnik - Kajuh) in se januarja 1944 udeležil pohoda na Štajersko. Tekom vojne je deloval tako kot partizanski duhovnik in politični aktivist ter član štajerskega PO Osvobodilne Fronte, a je bil že med vojno zaradi svojega delovanja na področju ljubljanske škofije brez privoljenja pristojnega škofa Gregorija Rožmana suspendiran a divinis. Leta 1945 je deloval kot prevajalec ob zajetju nemškega poveljnika Armadne skupine E Alexandra Löhra. 
Kljub izrecnemu nasprotovanju Cerkve ga je oblast imenovala za profesorja (sociologije religije) na Teološki fakulteti. Zaradi delovanja v Cirilmetodijskem društvu slovenskih duhovnikov in pisanja v časopisju, ga je Sveti sedež leta 1950 izobčil. Po sporazumu med Jugoslavijo in Vatikanom, kjer je bil tudi pogoj izbris kazni za partizanske duhovnike, vendar je Vatikan vztrajal, da brez pokore ne bo izbrisa. Tako se je leta 1966 pripravljal na predpisano pokoro v samostanu Pleterje, ki bi mu omogočila ponovno maševanje. Dve leti po opravljeni pokori je umrl, razočaran in strt.  
Tudi po vojni je kot idealist in socialni utopist verjel, da bosta krščanstvo in socializem našla skupno pot, a kasnejše delovanje jugoslovanske države je te želje razblinilo. Življenje je končal s samomorom s plinom.

## Nagrade in priznanja
- nosilec partizanske spomenice 1941 ter več visokih državnih odlikovanj
- 1947: red zaslug za ljudstvo s srebrnimi žarki
- 10. december 1951: red zaslug z zlatim vencem, red bratstva in enotnosti z zlatim vencem ter Red za hrabrost
- 29. november 1959: odlikovanje red zaslug z rdečo zastavo
- 28. december 1965: red republike z zlatim vencem